# Mint (restaurant)
Mint was een restaurant dat in het bezit is geweest van een Michelinster. Het kwaliteitsrestaurant was gevestigd in Ranelagh in Dublin, Ierland.
De Michelinster werd verworven in 2008, maar deze ging in 2010 verloren door de sluiting van het restaurant in 2009. Het restaurant werd slachtoffer van de economische depressie waarin Ierland toen verkeerde.
De chef-kok van Mint was Dylan McGrath.